# Архиепархия Хониары
Архиепархия Хониары (лат. Archidioecesis Honiarana) — архиепархия Римско-католической церкви c центром в городе Хониара, Соломоновы Острова. В митрополию Хониары входят епархии Ауки и Гизо. Кафедральным собором архиепархии Хониары является собор Святого Креста.

## История
27 июля 1897 года Святой Престол учредил апостольскую префектуру британских Соломоновых островов, выделив её из апостольского викариата Новой Померании (сегодня — Архиепархия Рабаула). 21 января 1904 года апостольская префектура британских Соломоновых островов была переименована в апостольскую префектуру Южных Соломоновых островов.
1 июня 1912 года Римский папа Пий X выпустил бреве Maxima simper, которым преобразовал апостольскую префектуру Южных Соломоновых островов в апостольский викариат.
11 июня 1959 года апостольский викариат Южных Соломоновых островов передал часть своей территории в пользу возведения нового апостольского викариата Западных Соломоновых островов (сегодня — Епархия Гизо).
15 ноября 1966 года Римский папа Павел VI преобразовал апостольский викариат Южных Соломоновых островов в епархию Хониары.
15 ноября 1978 года Римский папа Иоанн Павел II выпустил буллу Laetentur insulae multae, которой возвёл епархию Хониары в ранг архиепархии.
17 декабря 1982 года архиепархия Хониары передала часть своей территории для возведения новой епархии Ауки.

## Ординарии архиепархии
- епископ Julien Vidal (июль 1897—1903);
- епископ Jean-Ephrem Bertreux (1903 — † 4.01.1919);
- епископ Louis-Marie Raucaz (13.07.1920 — † 22.07.1934);
- епископ Jean-Marie Aubin (8.04.1935 — 1958);
- архиепископ Daniel Willem Stuyvenberg (27.11.1958 — 3.12.1984);
- архиепископ Adrian Thomas Smith (с 3 декабря 1984 года — по настоящее время).

## Источник
- Annuario Pontificio, Ватикан, 2007
- Бреве Maxima semper, AAS 4 (1912), стр. 440 Архивная копия от 3 марта 2016 на Wayback Machine  (лат.)
- Булла Laeta incrementa Архивная копия от 3 февраля 2014 на Wayback Machine  (лат.)
- Булла Laetentur insulae multae Архивная копия от 16 мая 2014 на Wayback Machine  (лат.)